# Eupeodes corollae
Eupeodes corollae je běžný druh pestřenky v Evropě. Dospělí jedinci dosahují délky těla 6–11 milimetrů. Samečci a samičky mají rozdílné značení na zadečku; samečci mají čtvercové čárky, zatímco samičky mají úzké čárky. Larvy se živí mšicemi. Tento druh byl experimentálně využíván k regulaci molů a mšic na ovocných plantážích. Zjistilo se, že mají sklony k požírání plodů, konzumují více ovoce než samotné mšice.
Eupeodes corollae se vyskytuje po celé Evropě, severní Africe a Asii. Dospělí jedinci často vykazují migratorní chování.

## Popis
Délka křídel se pohybuje v rozmezí 5–8,25 mm. Zadeček samečka má velmi velký a nápadný předgenitální segment. Genitálie jsou velké. Žluté skvrny sahají až ke straně segmentů 3 a 4. Zadečkový hřbetní segment je převážně pokrytý žlutými chloupky. Samičí čelo má bílé skvrny a rozhraní mezi černým základním zbarvením a žlutými skvrnami je rovné.

## Výskyt
Palearktický rozsah: od Fennoskandinávie na jih po Iberský poloostrov a Středomoří. Pobřežní státy Afriky až po Jihoafrickou republiku. Od Irska na východ do evropského Ruska, ruského Dálného východu, Sibiře až po pacifické pobřeží a Japonsko. Čína, Tchaj-wan.
Období letu Eupeodes corollae je od května do září (po celý rok v jižní Evropě).
Přirozené prostředí: louky, dunové systémy, suché říční koryta, garrigue, různé druhy zemědělské půdy (včetně orné půdy), předměstské zahrady, ovocné sady, alpínské louky v Alpách. Živé ploty, trávnaté prořídlé plochy v lesích, pole, zahrady, okraje cest a silnic. Navštěvované květiny zahrnují: řebříček obecný, zvonek řepkovitý, chryzantémy, pcháče, sluncovku kalifornskou, konopice, třezalky, máchelky, dobromysl obecnou, mochnu nátržník, pryskyřníky, ostružiník řasnatý, vrby, starčky, heřmánkovec nevonný, podběl.